# Aleksandr Dostojewski
Aleksandr Andriejewicz Dostojewski (ros. Александр Андреевич Достоевский, ur. 3?/15 lutego 1857 Jelizawietgradzie, zm. 6?/18 października 1894 w Sankt Petersburgu) – rosyjski lekarz, histolog, bratanek Fiodora Dostojewskiego.
Syn Andrieja Michajłowicza (1825–1897) i Dominiki Iwanowny Fiedorczenko (1825–1887). Ukończył studia medyczne na Cesarskiej Akademii Medyko-Chirurgicznej w Sankt Petersburgu w 1881 roku, w 1884 został doktorem medycyny na podstawie dysertacji poświęconej budowie rdzenia nadnerczy, przygotowanej w laboratorium Fiodora Zawarykina. W 1885 wyjechał uzupełniać studia do Niemiec, m.in. u Waldeyera w Berlinie. Po powrocie do Sankt Petersburga zajmował się badaniami histologicznymi na macierzystej uczelni, od 1888 jako docent prywatny. Zmarł na porażenie postępujące, pochowany w grobie rodzinnym na Cmentarzu Smoleńskim w Petersburgu.

## Wybrane prace
- Eine Bemerkung zur Furchung der Eier der Ascaris megalocephala. Anatomischer Anzeiger 3, ss. 646-648 (1888)
- Ueber den Bau des Corpus ciliare und der Iris von Säugethieren[2]. (1886)
- Ueber den Bau der Grandry’schen Körperchen[3]. (1885)
- К вопросу о микроскопическом строении мозгового придатка. (1884)
- Материал для микроскопической анатомии надпочечных желез: Дис. СПб., 1884